# Ovoo

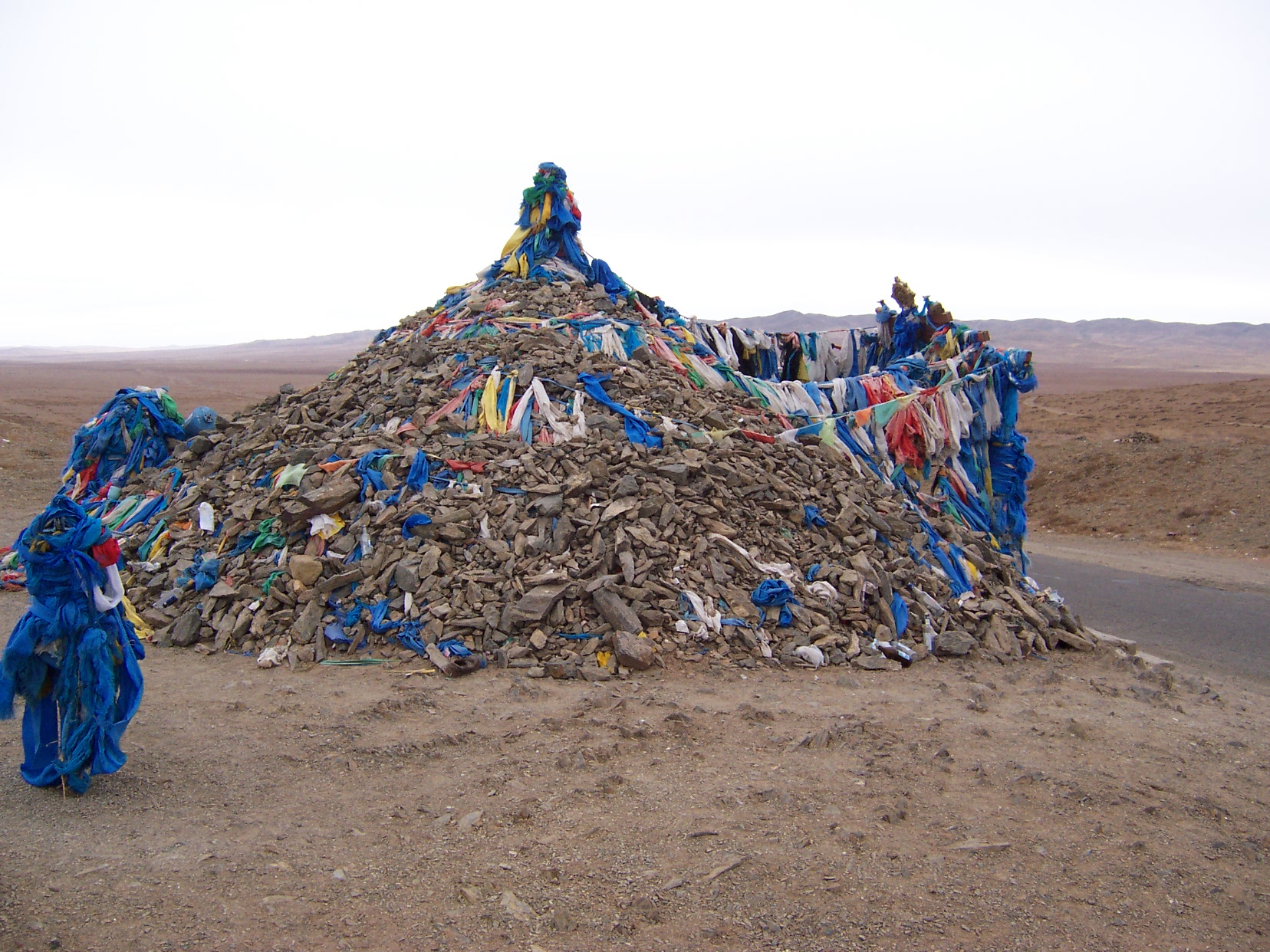
Ovoo

Un ovoo (en mongol овоо) és un munt de pedres de caràcter xamànic que de vegades pot estar fet també de fusta. Els ovoos es troben a Mongòlia i solen estar ubicats a llocs elevats, com ara colls de muntanya. Són formacions principalment de caràcter religiós, utilitzades com a llocs de reunió i per realitzar cerimònies budistes, tot i que també fan la funció de fites. A llocs especialment significatius es poden trobar en grups de diversos ovoos.
En trobar un ovoo el costum és fer-hi tres voltes en el sentit de les busques del rellotge per tal de tenir un bon viatge i afegir a la pila roques que es trobin als voltants, sempre amb respecte i llençant-les amb un moviment que va de baix a dalt (mai a l'inrevés). També es poden afegir com a ofrenes dolços, monedes, llet o vodka. Els camins es bifurquen en passar per un ovoo i el vehicle sempre ha de passar per la banda esquerra, per mantenir el sentit de les busques del rellotge. En aquest cas, si la persona que passa al costat no té temps per aturar-se pot fer sonar el clàxon del vehicle.